# قصر عثمان أو موسى
قصر عثمان أو موسى هو قصرٌ (قريةٌ محصنة) في المغرب، يقعُ في منطقة جهة درعة تافيلالت. تبلغ مساحته 1.68 هكتار.